# Séverine (cantante)
Séverine (París, 10 de octubre de 1948), nacida Josiane Grizeau, es una cantante francesa que ganó el Festival de la Canción de Eurovisión 1971 representando a Mónaco.

## Biografía
Séverine, de nombre real Josiane Grizeau, se dedicó a la canción desde niña, ganando pequeños trofeos. Tras muchas discusiones con sus padres, estos le dieron permiso para pertenecer a un grupo musical llamado Murators. En 1967 el grupo logró grabar un disco con cuatro canciones titulado Celine.
Jean Nohain invitó a Josiane a hacer con su grupo una gira por toda Francia, donde obtuvo un gran éxito. A pesar del éxito, Josiane simultaneó la música con los estudios. En 1968, los Murators fueron seleccionados para cantar en el Golf Drouot, dirigido por Henry Leproux. Desde entonces Henry Leproux invitaba a los Murators cada viernes, y ellos cantaban canciones de Aretha Franklin, Barbra Streisand y otros autores, hasta que un escritor lírico, Jorge Aber, fue una tarde hasta el Golf para asistir a los conciertos, y quedó impresionado al ver a Murators y a Josiane. En esas semanas Josiane cambió de nombre por el de Séverine, y cambió su color de pelo de largo marrón a pelo corto rubio. 
Pero el éxito internacional de Séverine le llegaría tres años después, en 1971. En ese año el Principado de Mónaco se pone en contacto con Severine para que le represente en Dublín el 3 de abril de 1971. Jean Pierre Bourtayre e Yves Dessca compusieron la canción "Un banc, un arbre, une rue". 
Esta canción ganó el certamen, superando a la española Karina y su tema "En un mundo nuevo", e hizo que Séverine fuese conocida en todo el mundo, vendiendo más de 5 millones de copias de ese álbum y realizando viajes por medio mundo. La canción fue traducida al inglés, alemán, italiano, japonés y español. Países de América Latina y de Europa invitaron a conciertos y a programas de televisión a Severine, pero fue en Alemania donde Severine alcanzó mayor popularidad.
En 1977, Séverine decidió centrar su carrera en Alemania, ya que era más solicitada en ese país que en Francia. Desde 1977 a 1989, recorrió con 25 músicos más de 200 conciertos y programas de televisión al año.
En 1987 se separó de su pareja tras 20 años de relación, y se convirtió al budismo.
Tiempo después regresó a Francia, donde en el año 2000 Yvon Chateigner logró convencerla para grabar un disco con todos sus éxitos franceses y otras 22 canciones anteriormente desechadas. El 18 de diciembre de 2000, acompañada por 12 músicos y cantantes de coro, retomó los conciertos tras 28 años de ausencia. 
En octubre de 2002 volvió a editar un nuevo disco en Francia con Ivon Chateugner, además de realizar varios conciertos. En Alemania, el disco fue producido por Peter Dorr.
| Predecesor: Dana | Ganadores del Festival de la Canción de Eurovisión 1971 | Sucesor: Vicky Leandros |

- Datos: Q232963
- Multimedia: Séverine (singer) / Q232963